# Billet (journalisme)
Pour les articles homonymes, voir Billet.
Le billet est un article de presse court, souvent humoristique, satirique et ironique . Il s'apparente à la fois au « witz » freudien, ou mot d'esprit, et au pamphlet.
Il ne faut pas confondre le billet avec la chronique, plus longue et présentant une opinion personnelle, et la rubrique, qui porte sur un sujet ou un domaine particulier. Ces trois concepts sont généralement tous traduits en anglais par le terme "column".
Le billet peut être une œuvre collective : Beachcomber a ainsi été le pseudonyme successivement adopté par chaque titulaire de la chronique By the way du quotidien britannique Daily Express.

## Quelques billettistes
- André Frossard, Le Figaro, Cavalier seul (1963-1995)
- Robert Escarpit, Le Monde, Au jour le jour (1965-1977)
- Claude Sarraute, Le Monde (1975-1986)
- Bernard Chapuis, Le Monde, Au jour le jour (1978-1985)
- Pierre Marcelle, Libération (1985-2005)
- Pierre Georges, Le Monde, la chronique de… (1994-2003)
- Jean-Pierre Léonardini, L'Humanité, Le billet (depuis 2005)
- Éric Fottorino, Le Monde, Le billet (depuis 2005)
- Hervé Le Tellier, Lemonde.fr, Papier de verre (depuis 2002)
- Dominique Jamet, France-Soir, En toutes libertés.. (2006-2007)
- Ferreira Fernandes, Diário de Notícias (Lisbonne, depuis 2001)